# Reillanne
Reillanne (provansalsko Ralhana/Reihano) je naselje in občina v jugovzhodnem francoskem departmaju Alpes-de-Haute-Provence regije Provansa-Alpe-Azurna obala. Leta 2006 je naselje imelo 1.476 prebivalcev.

## Geografija
Kraj leži v pokrajini Visoki Provansi 70 km jugozahodno od središča departmaja Digne-les-Bainsa.

## Administracija
Reillanne je sedež istoimenskega kantona, v katerega so poleg njegove vključene še občine Aubenas-les-Alpes, Céreste, Montjustin, Oppedette, Sainte-Croix-à-Lauze, Vachères in Villemus z 2.976 prebivalci.
Kanton je sestavni del okrožja Forcalquier.

## Zgodovina
Prvotno je ob vznožju griča, na katerem se danes nahaja naselje, stalo antično mesto Alaunia. Ob vdorih barbarov je bilo prebivalstvo prisiljeno poiskati zatočišče na samem griču, ki so ga utrdili z obzidjem. Sedanje ime naselja se prvikrat pojavi v tekstih leta 909 kot Reglana, Reilana (v 11. stoletju), Rillana (1125), Reillana (1274) in Reilhane (1401).

## Zanimivosti
- ostanki srednjeveškega obzidja:
  - grajski stolp - zvonik,
  - mestna vrata Porte Saint Pierre z ohranjenimi mrežnimi vrati in Porte des Forges,
- cerkev Marijinega Vnebovzetja iz prve polovice 12. stoletja, obnovljena sredi 16. stoletja,
- dvorec Château de Valligrane z manjšim vrtom iz druge polovice 17. stoletja,
- etnološki muzej.

## Pobratena mesta
- Roccasparvera (Piemont, Italija);